# Stereociglia
Lo stereociglio è un'estroflessione della membrana plasmatica consistente in un grosso microvillo rigido. Serie di stereociglia, con la tipica disposizione in serie di canne d'organo, si ritrovano sulla superficie apicale delle cellule ciliate dell'organo del Corti, posto all'interno della coclea, nell'orecchio interno. La loro funzione è di convertire gli stimoli meccanici, generati dalle onde sonore, in segnali elettrici. Lo stereociglio si trova anche nei dotti deferenti e nell'epididimo, una parte dell'apparato genitale maschile dei mammiferi, dove è coinvolto nel processo di riassorbimento e secrezione che porta alla formazione dello sperma nel quale vi sono gli spermatozoi, rivestendo quindi un ruolo fondamentale nella loro maturazione.

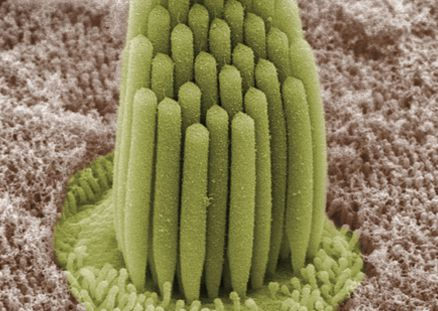
Stereociglia di una cellula ciliata dell'orecchio interno di una rana

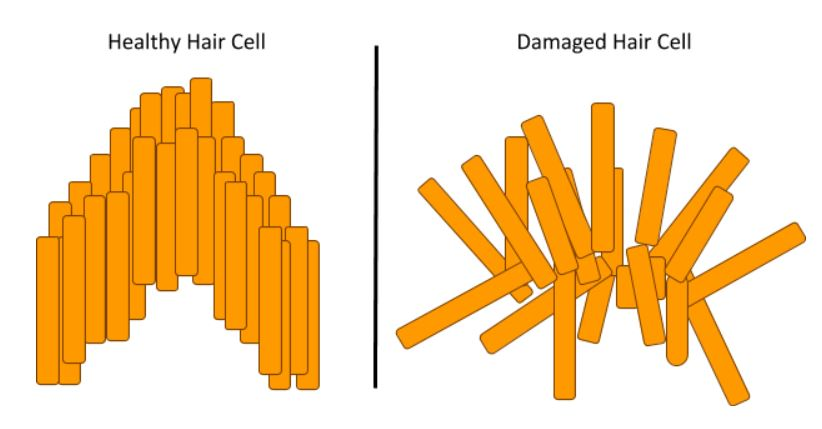
Rappresentazione schematica delle stereociglia di una cellula ciliata viste al microscopio elettronico a scansione in condizioni fisiologiche (a sinistra, ordinate nella loro tipica disposizione decrescente a canne d'organo a forma di V o U) o a seguito di danneggiamento (a destra, in una conformazione disordinata)

## Struttura
Ogni stereociglio contiene al suo interno microfilamenti di actina, legati tra loro da legami crociati, che gli conferiscono un'estrema rigidità strutturale tranne nella parte basale, dove sono presenti in minor quantità.

## Funzionamento
La minore rigidità alla base delle stereociglia permette loro di piegarsi ed oscillare in risposta alle onde sonore. Le stereociglia vengono piegate dalla membrana tectoria in maniera eccitatoria; tale stimolo meccanico induce l'apertura di canali ionici che fanno entrare ioni Ca2+ e K+ nella membrana plasmatica delle stereociglia. L'afflusso di ioni, generando una corrente elettrica, altera il potenziale di membrana, che viene depolarizzato a -60 mV ed induce il rilascio dei neurotrasmettitori contenuti nelle vescicole sinaptiche poste nella parte basale della cellula ciliata, in corrispondenza di una giunzione sinaptica che trasmette il segnale elettrico al cervello.